# Public Domain (Band)
Public Domain ist eine britische Band, die 1995 gegründet wurde und aus dem DJ James Allan und dem MC Neil Skinner besteht. Ihre Produktionen sind hauptsächlich den Genres Hard Trance und Hard House zuzuordnen.

## Geschichte
Im Jahr 2000 schafften sie es mit Operation Blade auf Platz 5 in den britischen Charts. In Australien erreichte die Single Platin-Status. In den Jahren darauf konnten sie mit Rock Da Funky Beats und Too Many MC’s zwei weitere Produktionen in den Top-40 der britischen Charts platzieren.
Im Jahr 2002 verließen David Forbes und Mallorca Lee die Musikgruppe mit der Begründung, sich auf ihre Solokarriere konzentrieren zu wollen. Mit derselben Begründung verließ auch Mark Sherry 2009 die Band. Public Domain wird seitdem von James Allan und Neil Skinner weitergeführt.

## Diskografie

### Studioalben
- 2001: Hard Hop Superstars

### Singles
| Jahr | Titel Album                                                       | Höchstplatzierung, Gesamtwochen, AuszeichnungChartplatzierungen (Jahr, Titel, Album, Platzierungen, Wochen, Auszeichnungen, Anmerkungen) | Höchstplatzierung, Gesamtwochen, AuszeichnungChartplatzierungen (Jahr, Titel, Album, Platzierungen, Wochen, Auszeichnungen, Anmerkungen) | Höchstplatzierung, Gesamtwochen, AuszeichnungChartplatzierungen (Jahr, Titel, Album, Platzierungen, Wochen, Auszeichnungen, Anmerkungen) | Höchstplatzierung, Gesamtwochen, AuszeichnungChartplatzierungen (Jahr, Titel, Album, Platzierungen, Wochen, Auszeichnungen, Anmerkungen) | Anmerkungen                                    |
| Jahr | Titel Album                                                       | DE | AT | CH | UK | Anmerkungen                                    |
| ---- | ----------------------------------------------------------------- | --- | --- | --- | --- | ---------------------------------------------- |
| 2000 | Operation Blade (Bass in the Place London...) Hard Hop Superstars | DE4 (13 Wo.)DE | AT6 (16 Wo.)AT | CH49 (11 Wo.)CH | UK5 Silber · (20 Wo.)UK | Erstveröffentlichung: 20. November 2000        |
| 2001 | Rock Da Funky Beats Hard Hop Superstars                           | DE59 (3 Wo.)DE | AT38 (5 Wo.)AT | — | UK19 (3 Wo.)UK | Erstveröffentlichung: 2001 feat. Chuck D       |
| 2001 | Too Many MC’s / Let Me Clear My Throat Hard Hop Superstars        | — | — | — | UK34 (2 Wo.)UK | Erstveröffentlichung: 17. Dezember 2001        |
| 2003 | Operation Blade / Blood Is Pumpin –                               | — | — | — | UK77 (1 Wo.)UK | Erstveröffentlichung: 2003 mit Voodoo & Serano |
| 2004 | Make the Connection / Dangerous Minds –                           | — | — | — | UK90 (1 Wo.)UK | Erstveröffentlichung: 2004                     |

## Auszeichnungen für Musikverkäufe
| Platin-Schallplatte - Australien - 2001: für die Single Operation Blade |

Anmerkung: Auszeichnungen in Ländern aus den Charttabellen bzw. Chartboxen sind in ebendiesen zu finden.
| Land/RegionAuszeichnungen für Musikverkäufe (Land/Region, Auszeichnungen, Verkäufe, Quellen) | Silber  | Gold | Platin  | Verkäufe | Quellen     |
| -------------------------------------------------------------------------------------------- | ------- | ---- | ------- | -------- | ----------- |
| Australien (ARIA)                                                                            | —       | —    | Platin1 | 70.000   | aria.com.au |
| Vereinigtes Königreich (BPI)                                                                 | Silber1 | —    | —       | 60.000   | bpi.co.uk   |
| Insgesamt                                                                                    | Silber1 | —    | Platin1 |          |             |

## Belege
1. ↑  Chartquellen: DE AT CH UK